# 莫震
莫震（1409年—？），字霆威，直隸蘇州府吳江縣人，軍籍。明朝政治人物。同進士出身。

## 生平
正統三年（1438年）戊午科應天府鄉試第五十五名。正統四年（1439年）聯捷己未科會試第九十七名，殿試登進士第三甲第一名。

## 家族
曾祖父莫諟。祖父莫禧禮。父亲莫轅。子莫旦。